# چیلقوین (اورگن)
چیلقوین (به انگلیسی: Chiloquin) شهری در شهرستان کلمته ایالت اورگن است و در سرشماری سال ۲۰۱۱ میلادی، ۷۳۴ نفر جمعیت داشته که نسبت به سال ۲۰۱۰، ۰٫۱۴ درصد رشد جمعیت داشته‌است.